# Acacia tetragonophylla
Acacia tetragonophylla — вид квіткових рослин з родини бобових. Ареал: Австралія (Новий Південний Уельс, Північна територія, Квінсленд, Південна Австралія, Західна Австралія).

## Середовище
Росте в різних середовищах існування та типах ґрунтів.

## Біоморфологічна характеристика
Росте як високий кущ або невелике дерево заввишки від 1,5 до 5 метрів і має складну та часто неохайну форму з голими гілочками. Філодії тонкі та голкоподібні, завдовжки від 1 до 5 см та вшир 1 мм. У молодому віці вони м'які та гнучкі, але в міру дозрівання стають твердими, жорсткими та дуже гострими. Голі філодії утворюються групами по два-шість на карликових, вузлуватих та бічних гілочках або поодинці на нових пагонах. Філодії мають вузьку лінійну форму, що закінчується гострим кінчиком, і здебільшого п'ятикутні або стиснуті в поперечному перерізі з п'ятьма-сімома виступаючими жилками. Квітки жовті та зібрані в кулясті суцвіття. Стручки до восьми сантиметрів завдовжки та близько п'яти міліметрів завширшки.

## Використання
Аборигени Центральної Австралії збирають насіння для виготовлення насіннєвих коржів. Філодії рослини також можна використовувати для лікування бородавок.